# ステーンベルヘンの戦い (1747年)
ステーンベルヘンの戦い（ステーンベルヘンのたたかい、オランダ語: Aanval op Steenbergen）は、オーストリア継承戦争中の1747年7月24日、フランス王国軍によるネーデルラント連邦共和国のステーンベルヘン要塞への攻撃。攻撃は1747年7月12日にフランスのレーヴェンタール伯爵が始めたベルヘン・オプ・ゾーム攻囲戦の一環であった。その前には共和国領フランドルがすでに占領されていた。ベルヘン・オプ・ゾームが陥落したことでステーンベルヘンの包囲は解かれた。

## 背景
ステーンベルヘンは西ブラバント洪水線の一部であり、当時は4から5本の道があって騎兵約150名が駐留していた。同市は水門（Waterpoort）と東門（Oostpoort、または「十字門」（Kruispoort））と2つのゲートがあった。ステーンベルヘンはまた堡塁が6つ建てられている城壁に囲まれており、その外周には深く広い水道がステーンベルセ・フリート川から流れていた。ほかにはラヴリン2箇所、角堡と冠塞1か所ずつがあった。ステーンベルヘン自体の駐留軍は400人であったが、西ブラバント洪水線全体では約1千人が駐留していた。
そして、ベルヘン・オプ・ゾームが包囲されたことで、近隣のステーンベルヘンも包囲を受けることとなった。

## 経過
レーヴェンタール伯爵はベルヘン・オプ・ゾームで夥しい損害を出していたが、7月24日に突如突如ステーンベルヘンへの攻撃を命じられた。彼は命令に従って1個大隊と騎兵をステーンベルヘンへ派遣した。攻撃の目的はオランダ軍の連絡線を断つことにあった。ステーンベルヘン駐留軍の指揮官リンデン・ファン・ブリッテルスヴァイク卿（Heer van Lynden van Blitterswijk）は激しい砲撃戦を戦ってステーンベルヘンを守った。

## その後
フランス軍は続いてベルヘン・オプ・ゾーム近くにあるカーク・イン・デ・ポートの防御線を攻撃しようとしたが失敗した。フランス軍は台車13台で戦傷者をブレダへ運んだが、いずれも満員であり、そのおびただしい損害を示していた。レーヴェンタールは死者を埋蔵するために停戦を提案したが、彼はステーンベルヘンを包囲したわけではなく襲撃したため断られた。
ベルヘン・オプ・ゾームはその後、9月16日に強襲されて陥落したが、フランス軍は2万人以上の死者を出し、一方守備軍も6千人が戦死した。ベルヘン・オプ・ゾームの陥落直後、フランス軍は規律を失い、町を略奪した。略奪は結果的にはフランス軍が戦意を失うきっかけとなった。というのも、要塞の包囲に成功しても、略奪ができなかったためである。そのため、ステーンベルヘンとブレダの包囲は放棄され、フランス軍はベルヘン・オプ・ゾームに沿って南側に防御線を設け、冬営に入った。